# Chris Lancos
 Chris Lancos est un footballeur américain né le 12 juillet 1984 à Glen Dale, WV, États-Unis.

## Carrière
- 2007- :  Real Salt Lake